# Saint-Priest-la-Prugne
Saint-Priest-la-Prugne är en kommun i departementet Loire i regionen Auvergne-Rhône-Alpes i centrala Frankrike. Kommunen ligger i kantonen Saint-Just-en-Chevalet som tillhör arrondissementet Roanne. År 2022 hade Saint-Priest-la-Prugne 412 invånare.

## Befolkningsutveckling
Antalet invånare i kommunen Saint-Priest-la-Prugne
| Referens: INSEE |